# Fred Haines
Fred Haines (Los Ángeles, 27 de febrero de 1936 – Los Ángeles, 4 de mayo de 2008) fue un guionista y director de cine estadounidense.

## Biografía
Haines nació en 1936 en Los Ángeles aunque muy pronto él y su familia se trasladaron a Tucson, Arizona. Se alistó en el ejército de los Estados Unidos en 1953 y sirvió en él hasta 1956, cuando fue licenciado con honores. Durante su época en el ejército, se casó con Dede Wright, la hija del almirante: el matrimonio duraría hasta 1961, cuando se divorciaron dejando dos hijos.
Después de dejar el ejército, Haines estudió literatura en la Universidad de Columbia y en la Universidad de Arizona antes de recibir su título en la Universidad de Berkeley. Consiguió un trabajo en la KPFA, cuando conoció al director de cine Joseph Strick a través de la crítica de cine Pauline Kael. Impresionado por la curiosidad intelectual y los conocimientos cinematográficos de Haines, Strick le dio trabajo en el departamento de guiones de la Columbia Pictures.
Strick obtuvo los derechos para el cine de la obra de James Joyce Ulises, y contrató a Haines para confeccionar el guion y también como productor asociado. Ulises fue estrenada en 1967, y fue elogiada por su fidelidad a la novela de Joyce, recibiendo una nominación para un Oscar al mejor guion adaptado en 1967. Mientras filmaba Ulises en  Irlanda, Haines conoció a su segunda esposa, Frances McCormack.
Haines continuó trabajando de manera estrecha con Strick, aunque su nombre no figuró en los títulos de crédito de la otra gran adaptación de Strick, la novela de Henry Miller Trópico de Cáncer después de una disputa entre ambos. Haines pasó gran parte de la década de los 70 intentando llevar a la pantalla la adaptación de la novela de Hermann Hesse El lobo estepario. La película finalmente se filmaría en 1974, con Haines dirigiendo en persona la versión.
Cuando McCormack enfermó de esclerosis múltiple, Haines y su mujer se trasladaron a Irlanda para estar más cerca de la familia de ésta. La pareja vivía en un apartamento alquilado de la casa del escritor Constantine Fitzgibbon a las afueras de Dublín. Desde allí, Haines escribió como editor de script de la RTÉ y ayudaba en las obras de Stage One, una compañía de teatro alternativo junto al también escritor Douglas Kennedy.
En 1984, los problemas económicos obligaron a Haines y McCormack a volver a Los Ángeles. Su matrimonio acabó en 2000, y Haines viviría en la puerta de al lado de su hijo Sean hasta su muerte el 4 de mayo de 2008 a la edad de 72 años, debido a un cáncer de pulmón.

## Premios y nominaciones
Premios Óscar
| Año  | Categoría            | Película | Resultado |
| ---- | -------------------- | -------- | --------- |
| 1968 | Mejor guion adaptado | Ulises   | Nominado  |